# いちご大福
いちご大福（いちごだいふく）は、イチゴの果実が入った大福餅。表記は「いちご大福」のほか「イチゴ大福」「苺だいふく」も存在する。

## 特徴
求肥に包まれた餡の中にイチゴが入った生和菓子を指すが、餡とともにイチゴを求肥で完全に包み込むものと、大福餅の切れ目にイチゴを入れ込むものと2つの製法が知られる。イチゴの色に合わせて求肥をピンクに着色する、生クリームを使用するなどバリエーションに富み、また餡についても地域や販売店によって小豆餡・白餡を単独あるいは混ぜ合わせて使用するなど様々工夫がされている。
生鮮食品であるイチゴ果実を使用するため、比較的日持ちが短い。食べるときに舌にピリピリ感が生じることがあるが、これはイチゴから発する二酸化炭素によるものであり、時間がたつほどピリピリ感が強くなるとされる。
近年ではいちご大福から派生して、イチゴの代わりにキウイフルーツ・オレンジ・ブドウなど様々な果物を包んだ「フルーツ大福」が登場している。

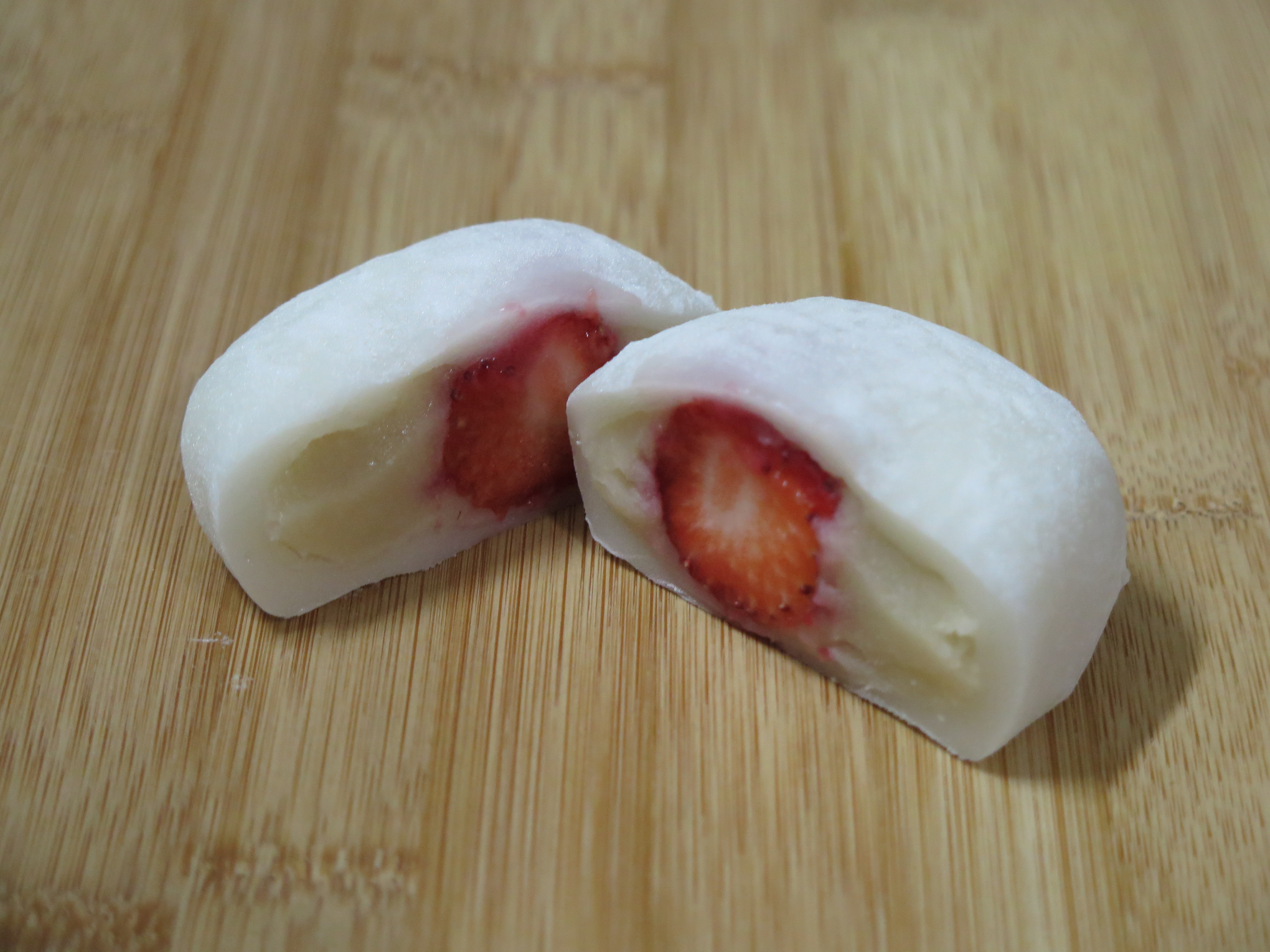
白餡のいちご大福
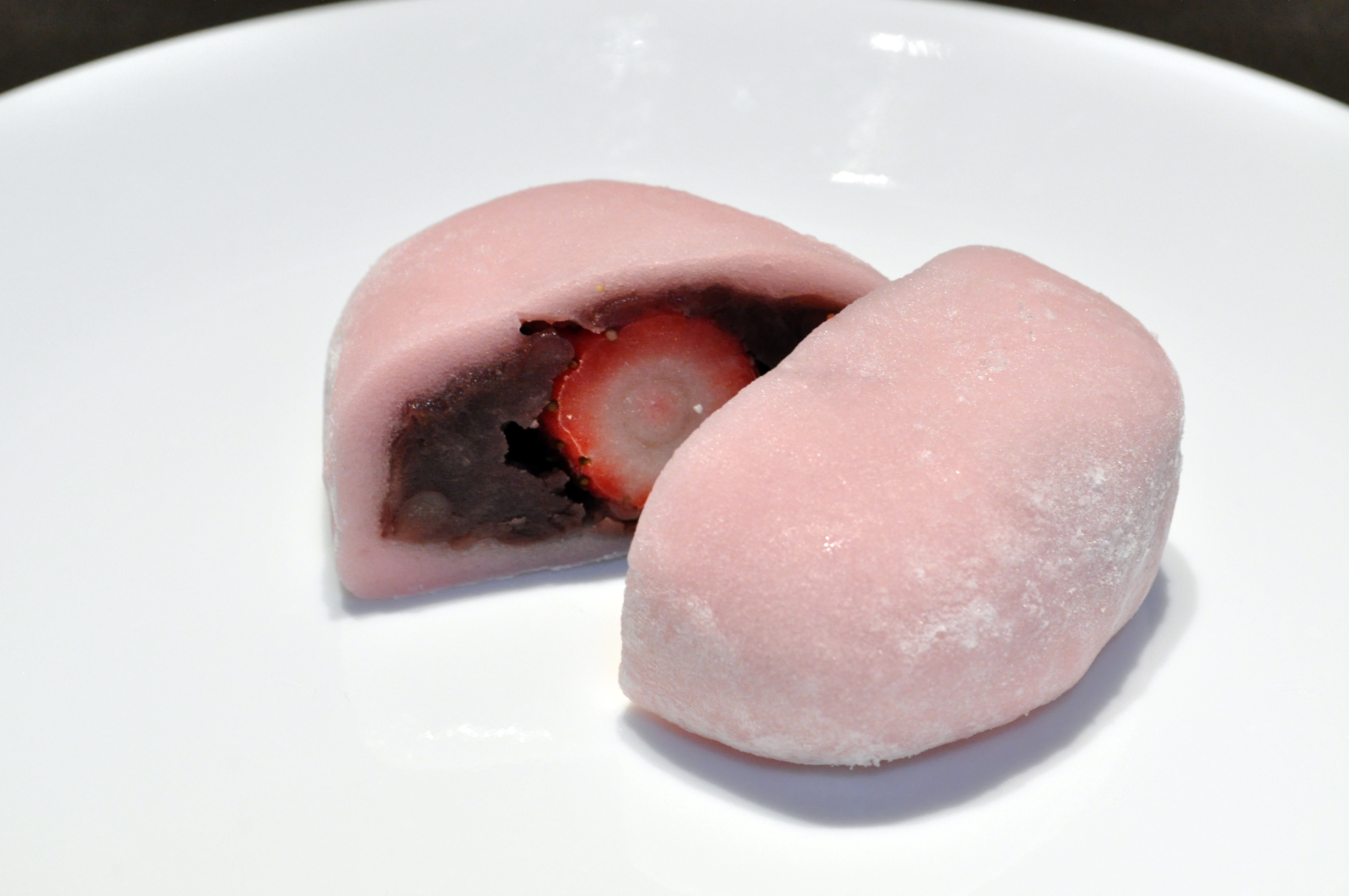
求肥をピンクに 着色したいちご大福
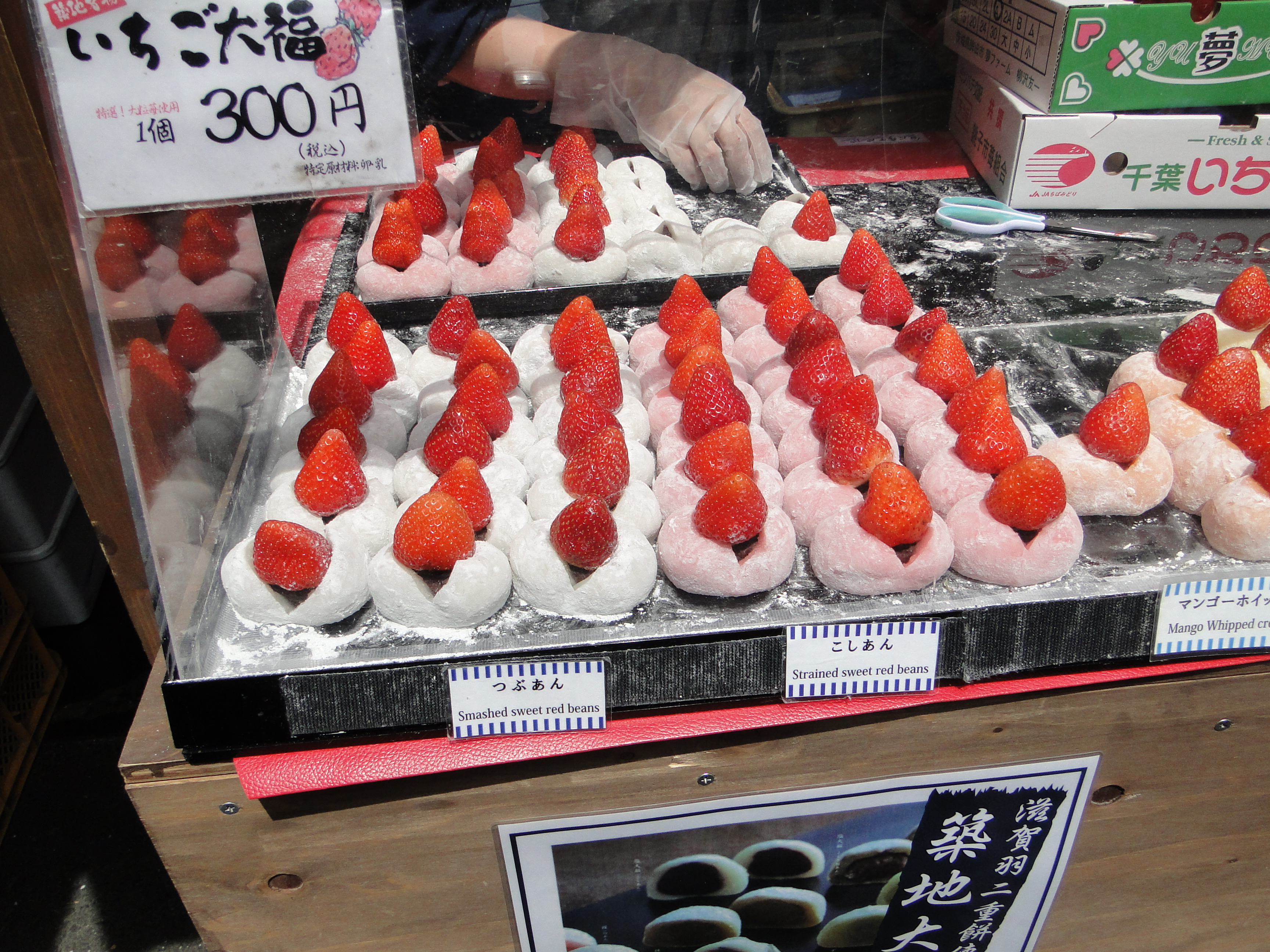
大福の切れ目に イチゴを入れた いちご大福
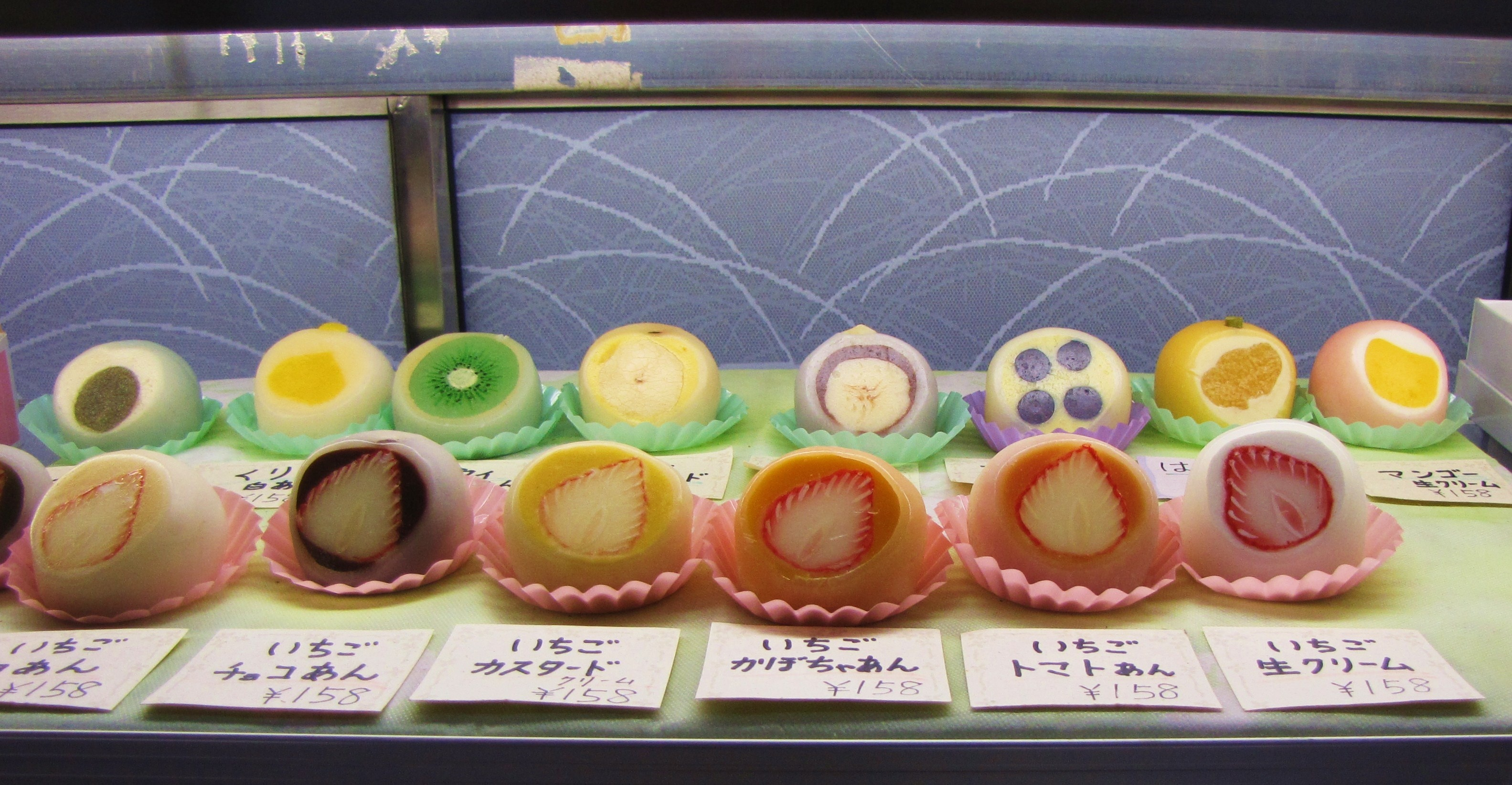
多様な餡を使用した いちご大福

## 歴史
いちご大福は和菓子の歴史の中では比較的新しいもので、登場した時期は昭和後期の1980年代と考えられている。いちご大福はショートケーキに着想を得たともされ、生の果物を使うため誕生当時は和菓子としては異端なものと見られていた。元祖とされる店には諸説があり、代表的なものとしては以下の和菓子店が挙げられる。
- 東京都新宿区住吉町「大角玉屋」[2][4][5]
- 三重県津市「とらや本家」[4][6]
- 群馬県前橋市「金内屋」[4]
- 三重県伊賀市「欣榮堂」[要出典]
- 滋賀県大津市「松田常盤堂」[要出典]

いちご大福の製造方法に関する特許は「大角玉屋」が保有しており、また「一不二」は実用新案登録164058号を取得している。
和菓子離れが進む中にありながらいちご大福は大流行となり、それをうかがい知る具体事例として、1987年1月21日放送のTBS系列『ザ・ベストテン』で司会の黒柳徹子が「近頃いちご大福って物が登場したんですが」と話題にして歌手達に振る舞う様子が放送され、また1987年9月発売の漫画『美味しんぼ』単行本12巻で「イチゴ大福っていうんですよ、ある店が始めて、大人気で今では日本中あちこちで真似して作られるようになったんです」と紹介されるなどした。